# 国際返信切手券
国際返信切手券（こくさいへんしんきってけん、略称: 国返（こくへん）、フランス語: Coupon-réponse international, CRI、英語: international reply coupon, IRC）とは、万国郵便条約に基づき各国の郵便切手と引き換えできる国際的な金券（クーポン）である。国際郵便で返信を求める際に受取人に金銭的負担をかけないようにするために使われる。

国際返信切手券

## 概要
一枚につき、航空便書状一通分の切手と引き換えが出来る。返信用切手の代替となるもので、差出人が外国の受取人に返信を求める際同封して使用する。外国では内国の切手が使えず、また外国の切手は内国の郵便局では購入できないためである。これにより、為替レートやインフレーションにも左右されず、最低限の国際郵便料金を外国の受取人に寄贈できる仕組みである。重量が多く最低額を超える返信を依頼する場合、複数枚入れることで対処される。
この券を切手として使うことはできず、また同一国内で比較した場合、発売価格と引き換え可能な切手の額には若干の差がある。券面デザインは各国共通であり、表面はフランス語、裏面はドイツ語・英語・アラビア語・中国語・スペイン語・ロシア語が使われている。
よく使用される事例としては、外国無線局（放送局）に対する受信報告書（受信確認証の希望）がある。一方、通常の文通では互いに送り合うため必須とされない。想定される使用例も少ないため、切手と比べて低い知名度に留まる。

### 使用される事例
- 受信報告書
受信確認証（ベリカード）を希望する際に同封する。複数枚同封することが多い。ただし、同封の有無に関わらず、無線局側に返信の義務はない。
- 留学希望先の入学願書請求
- 卒業証明書等の交付請求
国外から請求する場合
- 外国芸能人・スポーツ選手等へのファンレター
返信やサインを期待して同封される。

## 各国での取扱

### 日本
日本では、日本郵便の普通郵便局窓口で発売されており、売価は2023年10月1日より1枚180円である（旧特定郵便局・簡易郵便局の大半では取扱がなされていない）。
これは、条約で普通の優先扱い（原則として航空便書状）の最低料金分の切手か、航空書簡に交換できると決められている。また、日本国内で国際返信切手券を交換すると、160円分の切手と引き替えることができる。これは封書定形郵便物の25g迄なら、航空扱いで日本から見て、地球の裏側に当たる「第三地域（南アメリカ大陸・アフリカ大陸）」まで送れる値段である。
2002年1月1日発売分より以降は4年ごとにデザインが変更されるようになった。同時に従前はなかった有効期限が設定されるようになり、2001年12月31日までに発売されたものは2007年8月31日限りで期限切れとなったが、日本郵便では日本国内で発売したものを日本国内で交換する場合に限り当分の間応じるとしている。2006年9月1日発売分からは、国名と国旗の下に、偽造防止のホログラムがついたデザインに変更された。なお、長さと幅に変更はない。郵便料金の値上げが行われる直前の2023年9月30日までは130円分の切手か国際郵便はがき(70円)＋60円分の切手、もしくは航空書簡(90円)＋40円分の切手を引き換えることができた。なお国際郵便はがきも航空書簡も同日をもって販売を終了している。

### 米国施政権下時代の沖縄
第二次世界大戦後のアメリカ合衆国による沖縄統治では、特別返信切手券と呼称する同種の券が発行されており、沖縄において日本本土あて（その逆もあり）普通書状一通分の料金額に相当する郵便切手と引き換えることができた。いわゆる沖縄返還に伴い廃止された。

### アメリカ合衆国
アメリカ合衆国では2013年1月27日をもって国際返信切手券の新規販売を終了し、同年12月31日にはすべての有効期限が切れたため、もはやアメリカ合衆国発行の国際返信切手券を切手に交換することはできない。ただし、国外で発行された国際返信切手券については、有効期限内であれば引き続き郵便切手に交換することはできる。